# Josa laeta
Josa laeta är en spindelart som först beskrevs av O. Pickard-Cambridge 1896.  Josa laeta ingår i släktet Josa och familjen spökspindlar.
Artens utbredningsområde är Costa Rica. Inga underarter finns listade i Catalogue of Life.